# Alnö gamla kyrka
Alnö gamla kyrka är en kyrkobyggnad på Alnö utanför Sundsvall. Den tillhör Alnö församling i Härnösands stift. Kyrkan är en av de äldsta i Norrland och är Medelpads äldsta bevarade kyrka. Den är byggd i vitkalkad gråsten och den ursprungliga delen uppfördes under 1100-talet.

## Historia
Alnön var tidigt befolkad, och under 400-talet låg en hednisk offerplats vid byn Vi, och även andra hedniska kultplatser fanns på ön. Tidiga kristna kyrkor byggdes ibland på eller nära hedniska kultplatser, och vid 1100-talet uppfördes denna kyrka vid Rökland, strax norr om Vi.
Traditionen berättar att det var tolv lokala bönder som påbörjade kyrkobygget. På platsen, som hade ett strategiskt läge vid farleden genom Alnösundet, uppfördes även en kastal i försvarssyfte.
Kyrkans skyddshelgon är ärkeängeln Mikael.

## Kyrkobyggnaden
Ursprungliga koret som är lägre och smalare än långhuset finns ännu kvar. Sakristian och vapenhuset tillkom under 1400-talet, liksom målningarna i taket och på väggarna. På 1700-talet fick kyrkan de fönster den har i dag.
I bild 2 ses, till vänster, det nya vapenhuset i trä som byggdes i slutet av 1700-talet. I mitten ses det gamla vapenhuset från 1400-talet. Bakom detta finns långhuset och till höger ses altarrummet som är kyrkans äldsta del, byggd av 12 bönder och deras familjer under slutet av 1100-talet. Längst till höger skymtar Alnö nya kyrkas torn.
Kyrkans interiör räknas som en av de förnämsta i Sverige. Målningarna på valven och på väggarna tillkom i slutet av 1400-talet .  Överst i bild 5 ses (upp och ner) Sankt Clemens till vänster och Sankt Antonius till höger. Sankt Clemens levde under första århundradet efter Kristus födelse och anses vara en av de tidigaste apostoliska fäderna. På grund av sin kristna tro förvisades han från Rom. Sankt Antonius levde ca 251–356 e.Kr. och var född i Egypten. När hans föräldrar dog gav skänkte han sitt arv till de fattiga och begav sig ut i öknen för att leva eremitliv. Han anses ha lagt grunden för klostrens framkomst. Till vänster i bild 5 finns en målning av Sankt Antonius mellan två munkar där han bär på ett taukors (liknar ett T). Detta härstammar från det antika Egypten och var en symbol för odödlighet. I sin hand bär han också en bjällra som han använde i öknen för att skrämma bort demoner och andar. Till höger i bilden syns "hånet av Job" (Jobs bok i Bibeln). 
Från samma tid härstammar en träskulptur av Madonnan och Triumfkrucifixet som anses vara utförd, innan den svenska kyrkoreformationen 1520, av Haaken Gulleson från Enånger i Hälsingland. Träskulpturen sägs avbilda Sankta Anna bärande på jungfru Maria.
Alnö gamla kyrka var öns enda kyrka fram till 1863. Kyrkan var i bruk ända tills den blev för trång varför en ny större träkyrka byggdes 1861-1862. Denna träkyrka blev klar 1863 men brann dessvärre ned redan 1888. På samma plats där den eldhärjade kyrkan stått påbörjades 1893 bygget av en ny kyrkobyggnad av tegel, Alnö nya kyrka, som invigdes 1896. Alnö gamla kyrka används nu bara på sommaren och är en mycket populär bröllopskyrka. 
Den kyrkliga verksamheten flyttade då till den nya kyrkan, och den gamla kyrkan stod övergiven i 30 år, innan man kring 1930 började restaurera den unika medeltidskyrkan. I dag använder Alnö församling den gamla kyrkan vid speciella tillfällen, och den är eftertraktad som bröllopskyrka.
År 2008 utsågs kyrktuppen till årets kyrktupp av kyrktuppsfrämjandet.

## Inventarier
- Ett triumfkrucifix som härstammar från 1400-talet.
- Den nuvarande predikstolen är från 1656 och altarrunden är från samma tid.

## Galleri

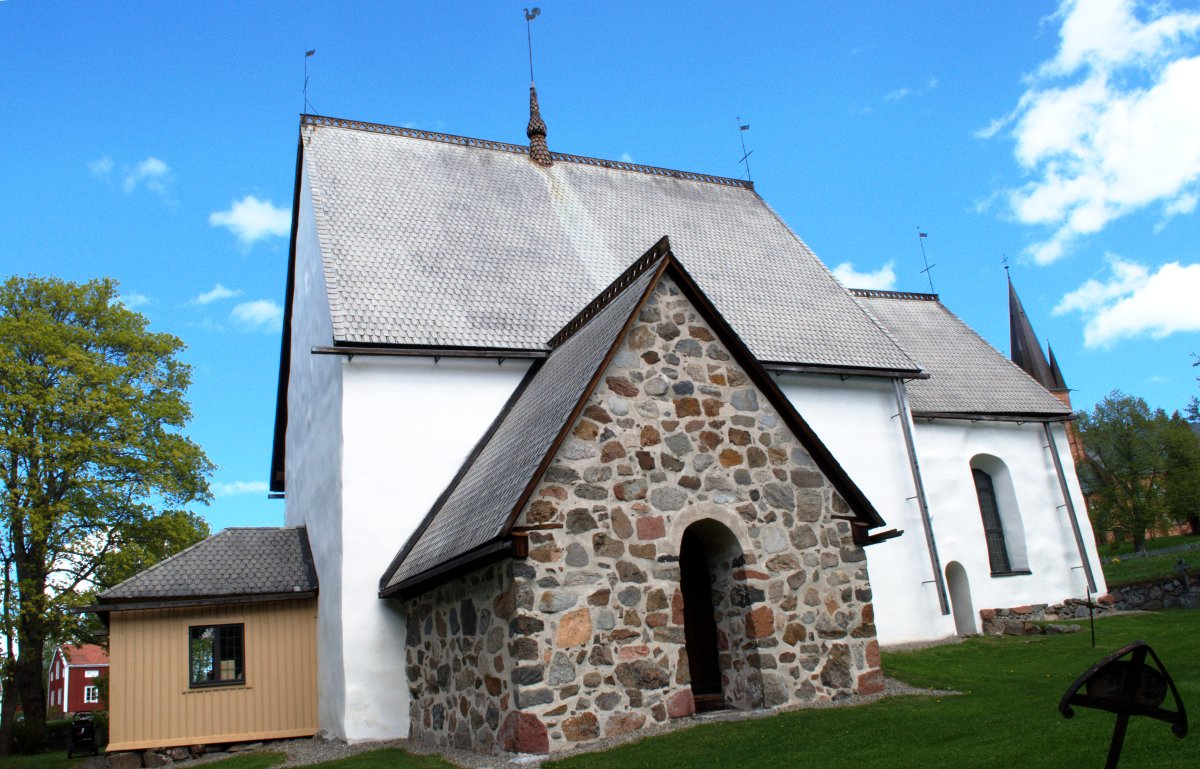
Bild 2. Vy från sydväst  - klicka på bilden för utförlig information
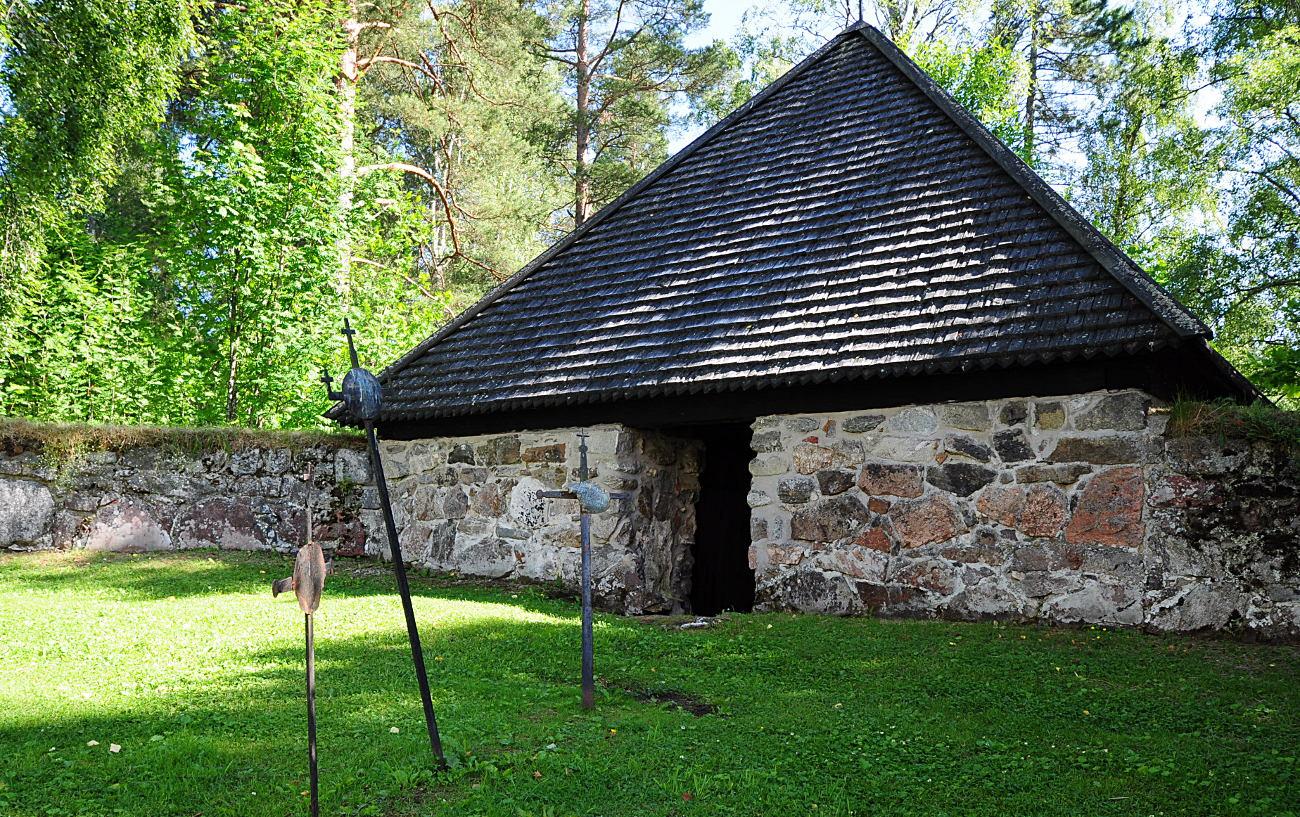
Bild 3.
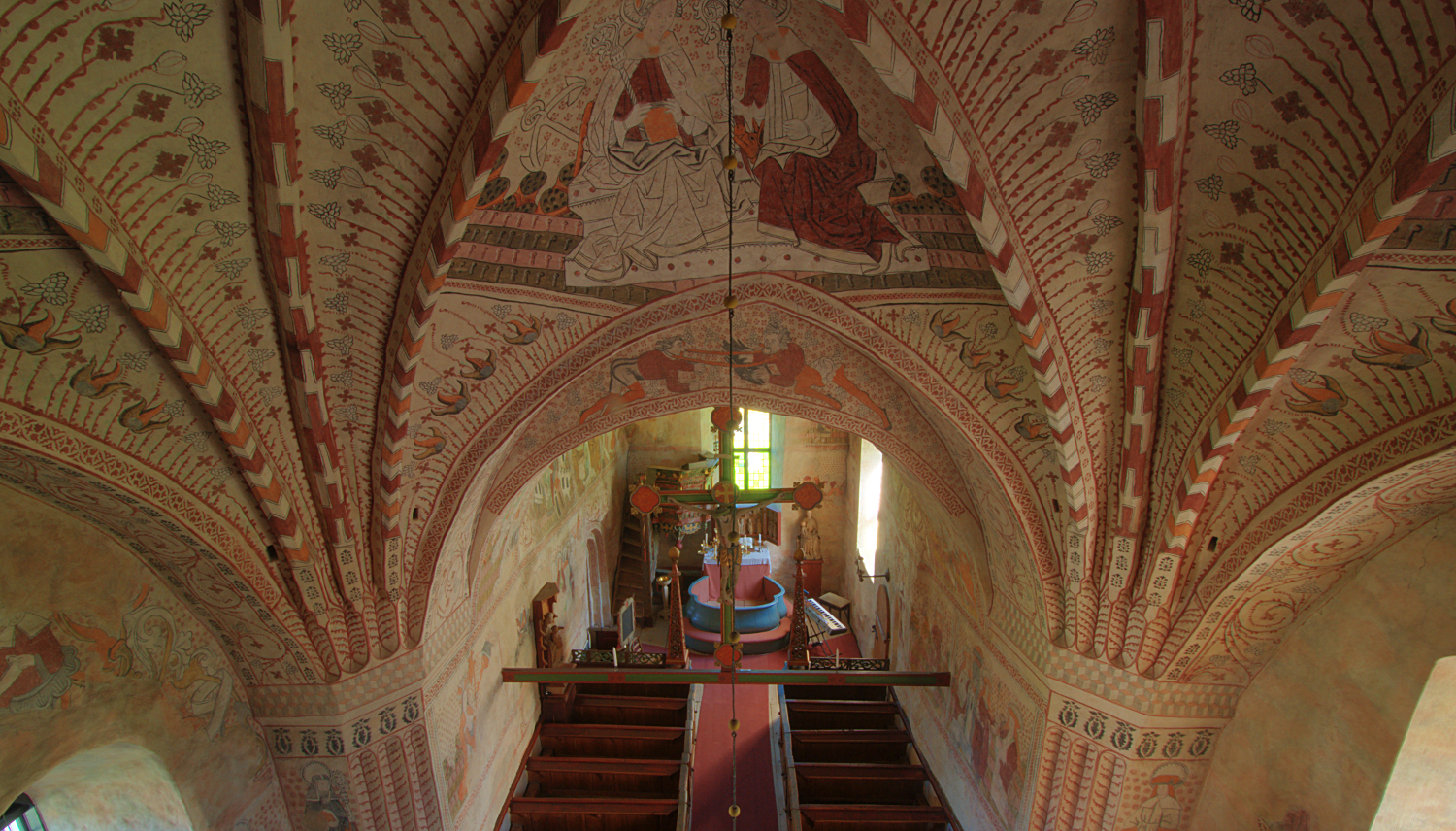
Bild 4. Interiören
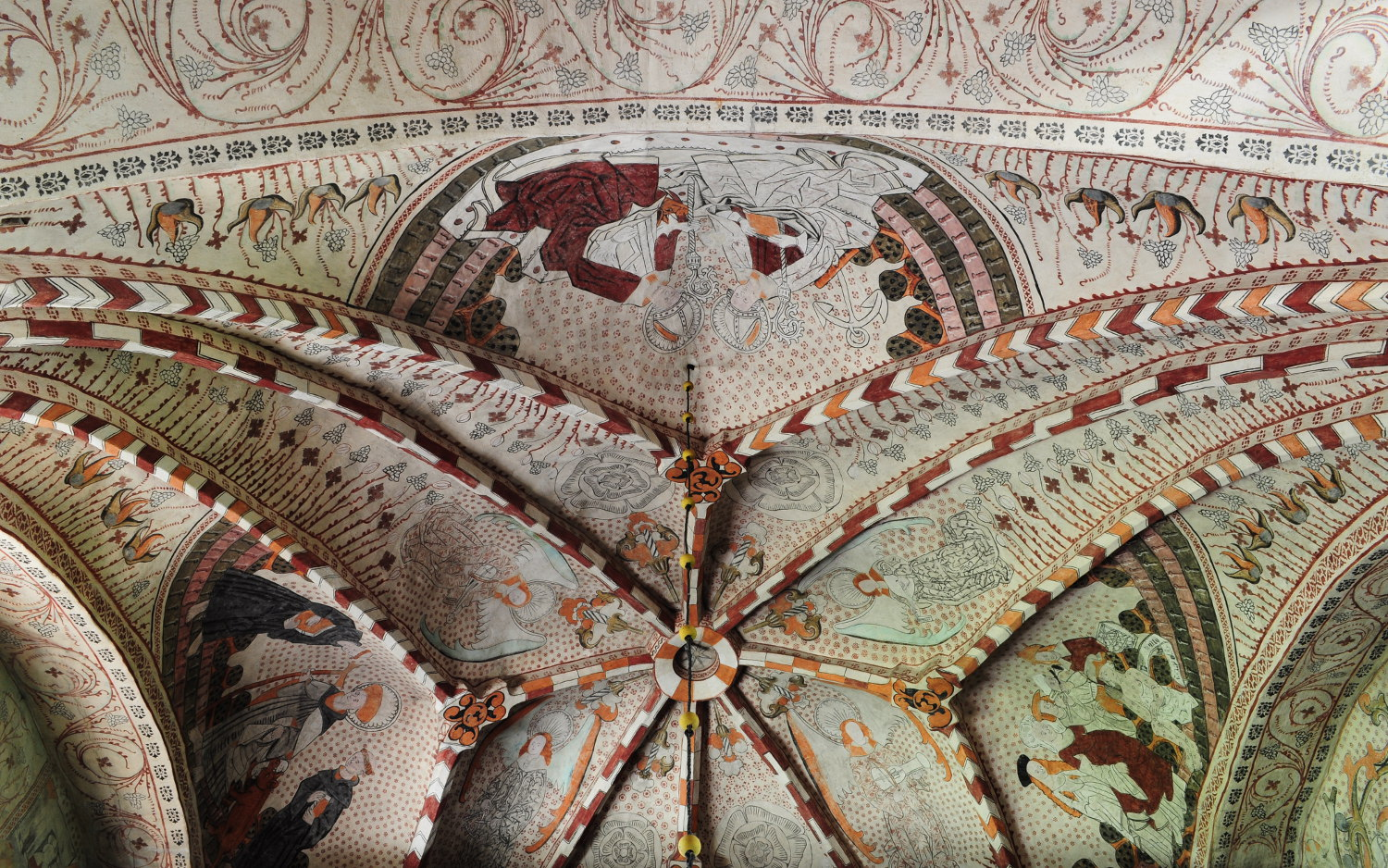
Bild  5. Takmålningar - klicka på bilden för utförlig information
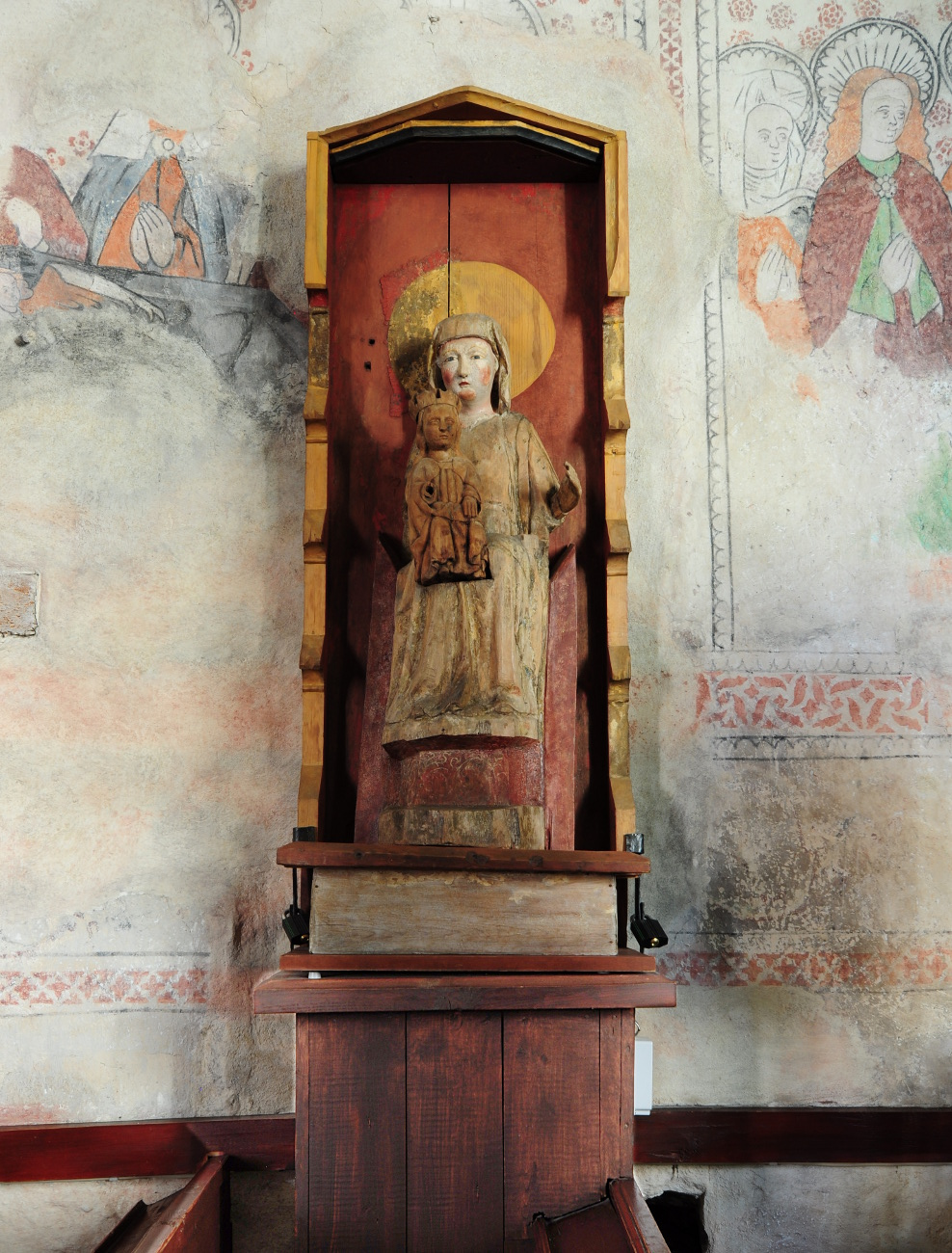
Bild 6. Träskulptur av madonnan och barnet - klicka på bilden för utförlig information
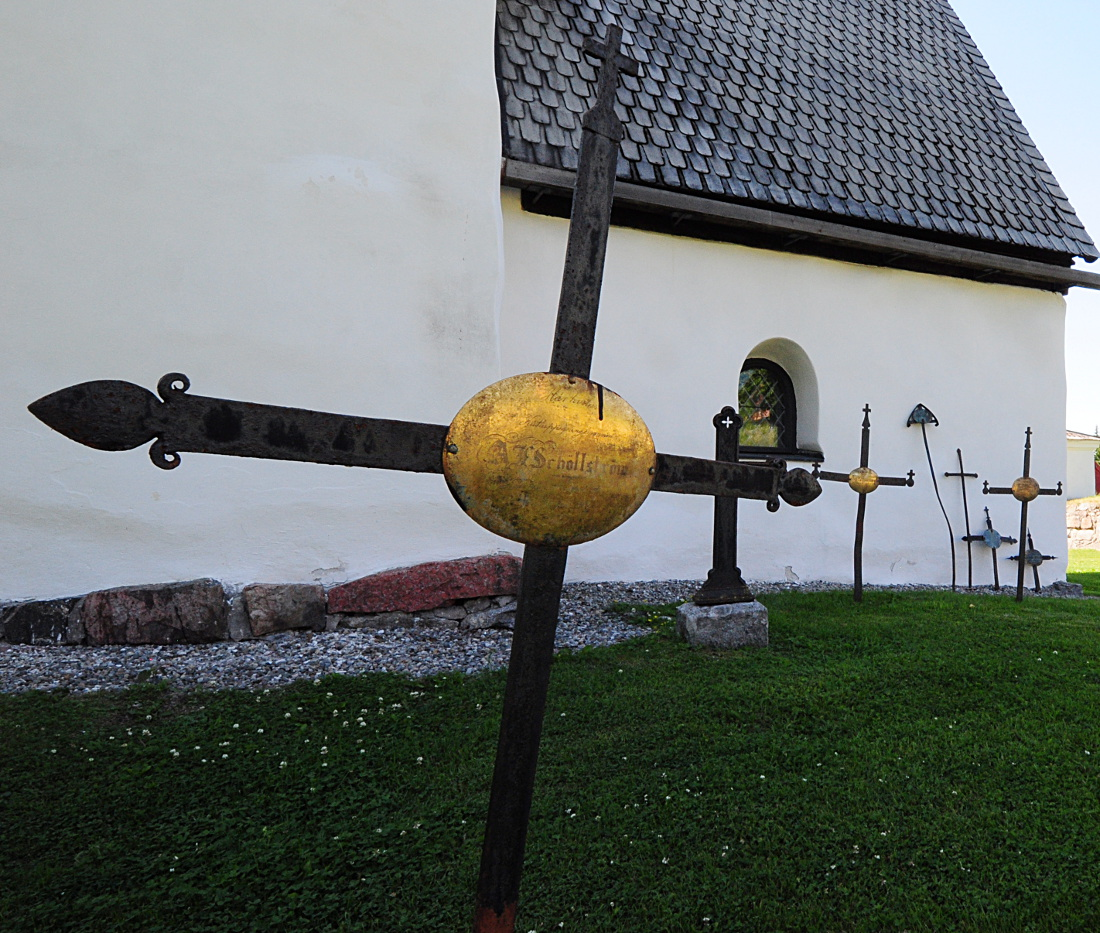
Bild 7. Gravkors på östra sidan av kyrkan
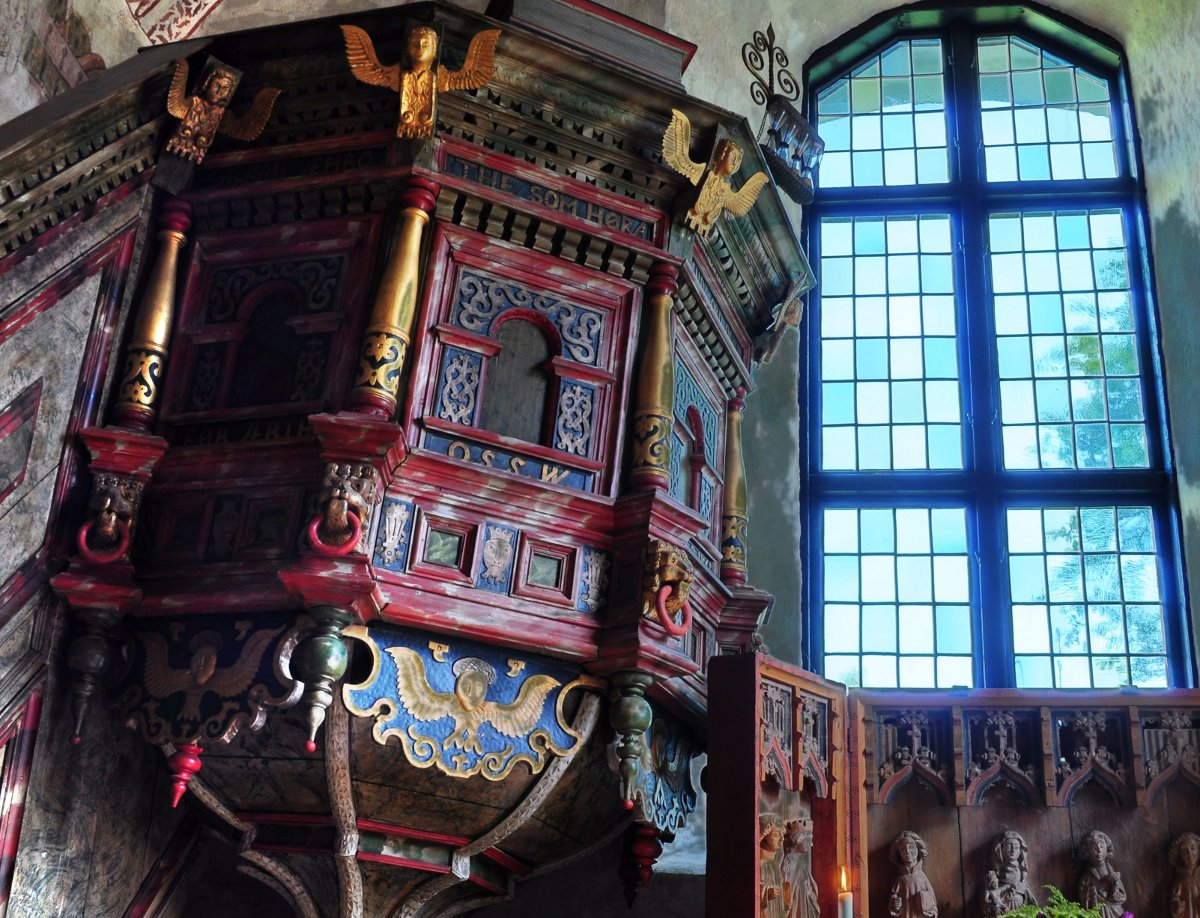
Bild 8. Predikstolen
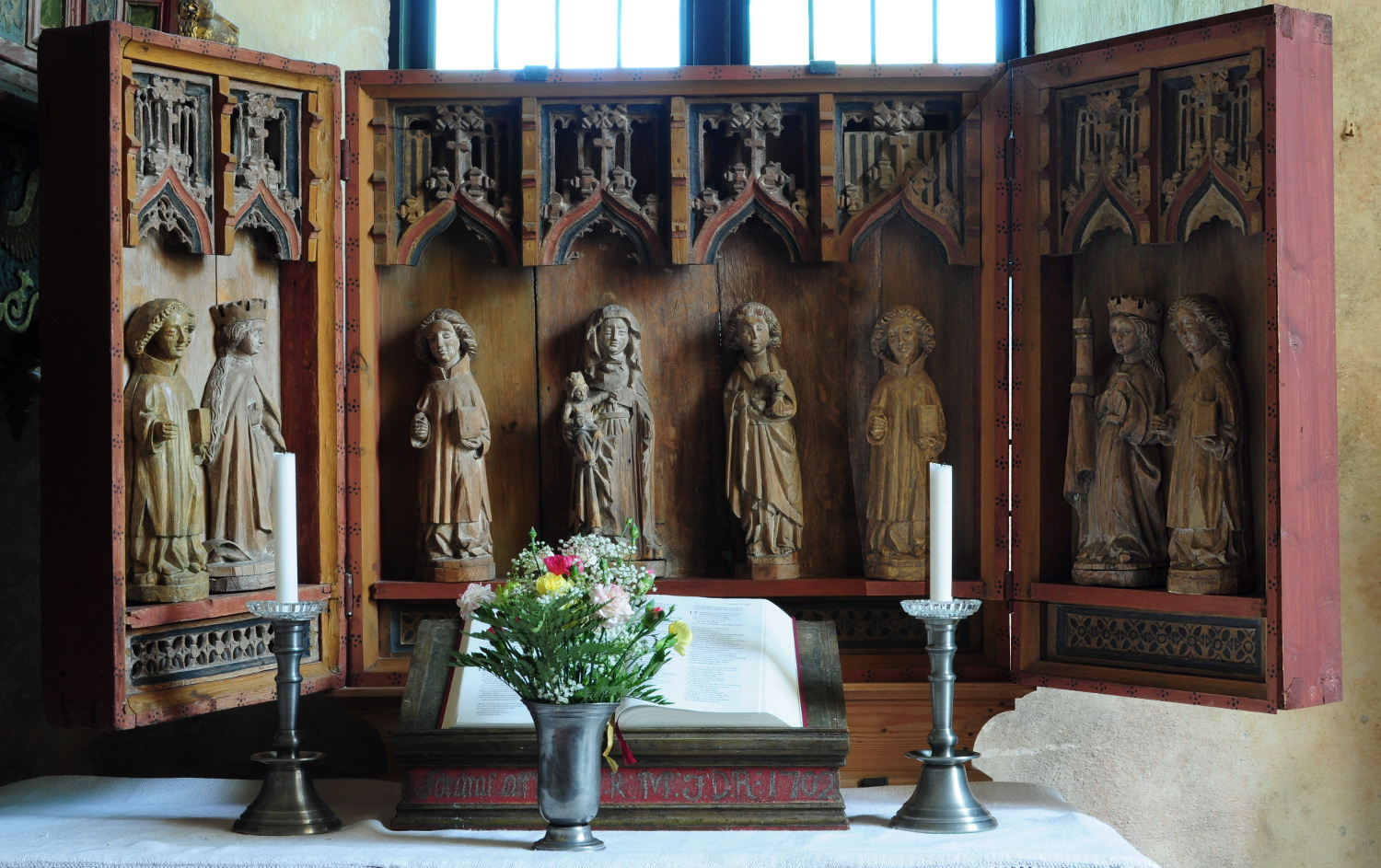
Bild 9. Altartavlan